# 여록
여록(呂祿, ? ~ 기원전 180년)은 중국 전한의 인물로, 전한 고제의 외척이며 장군 · 제후왕이다.

## 일대기
고황후의 작은오라버니 여석지의 아들이며 여칙, 여종의 아우로, 전한 혜제 7년(기원전 188년) 혜제가 죽고 고황후가 태황태후로 임조칭제하면서 여태, 여산과 함께 남북군을 통제해 여씨 일족의 전제에 일조했다. 고황후 원년(기원전 187년), 태황태후가 여러 여씨들을 왕과 제후로 세우려 하면서 여록도 주허후 유장을 사위로 삼고 제후로 봉해졌는데 《사기》와 《한서》 간에 상충하는 점이 있다. 사기에서는 형 여칙이 아버지의 작위를 이었다가 죄를 짓고 폐해지면서 5월 병인일에 대신 호릉후에 봉해졌다고 한다. 한서에서는 여칙이 폐해진 것은 같으나 여종이 4월 을유일에 여칙을 대신하여 봉해졌고 여록은 9월 병인일에 한양후에 봉해졌다고 한다.
고황후 7년(기원전 181년) 가을, 태황태후가 조왕 유회의 후사를 끊고 대왕 유항으로 대신하려 했으나 유항이 고사하면서, 여산·진평의 추천으로 후임 조왕으로 봉해졌다.
고황후 8년(기원전 180년), 태황태후가 병에 들자 태황태후의 명령으로 상장군이 되어 북군을 통솔해, 남군을 통솔하는 여왕 여산과 함께 중앙군을 쥐었다. 태황태후가 결국 죽자 여산과 함께 경계를 받았다. 또 딸을 전한 소제의 황후로 들였다. 이후 여산과 함께 장안에 있으면서 대신들을 군으로 위압했다. 그런데 여록의 사위인 주허후 유장이 장안에 있으면서 형 제애왕과 조정 중신들과 짜고 여씨를 타도할 계획을 세우고 있었고, 마침내 제애왕이 여씨 타도를 내세우고 거병하자 여산 등은 관영을 보내 제애왕을 치게 했으나 관영은 형양에 도착하자 제애왕과 모의하고 쌍방 진격하지 않았다. 여산과 여록은 태위 주발과 유장, 제, 초 등을 꺼려 함부로 결단하지 못했고, 여산과 여록이 중앙군을 쥐었기에 주발의 행동도 묶여 있었다. 그런데 주발과 승상 진평이 모의하여 여록의 친구 역기의 아버지 역상을 협박했고, 그 때문에 역기는 여록에게 가서 장안을 떠나 봉국으로 가도록 권했다. 여록은 이 말을 좋게 여기고 군권을 주발에게 넘겨주려고 했고, 여산과 다른 여씨들에게도 말했다. 한편 여록은 역기를 신뢰해 자주 사냥을 나갔다. 8월, 여산이 역기의 말을 받아들이지 말라는 측근의 말을 듣고 급히 입궁하자 이를 알아챈 주발이 역기와 유갈을 시켜 황명을 사칭해 북군을 주발에게 넘기고 봉국으로 가라고 했다. 여록은 이 말을 듣고 북군을 주발에게 넘겨주고 떠나, 결국 궁궐을 대신들이 장악했고 여산이 유장에게 살해당했다. 대신들은 여산이 죽자 여씨 남녀를 몰수히 잡아들였고, 여록도 사로잡혀 참수당했다.

## 가계

### 관련 인물
| - 여가 - 여문 - 여산 - 여석지 | - 여치 - 여태 - 여택 - 여통 |